# Liste des affluents et sous-affluents de la Dordogne
Liste des affluents et sous-affluents de la Dordogne.
| affluent                   | côté    | longueur en km | débit | superficie | hauteur source | hauteur aval |
| -------------------------- | ------- | -------------- | ----- | ---------- | -------------- | ------------ |
| Dordogne                   | H       | 490,0          | 380   | 23870      | 1886           | 0000         |
| Mortagne                   | G01     | 017,0          |       |            | 1100           |              |
| (Beautourne)               | G01a    | 011,0          |       |            | 1000           |              |
| Chavanon                   | D01     | 054,0          | 007   | 0362       | 0750           |              |
| (Méouzette)                | D01d1   | 024,0          |       |            | 0800           |              |
| (Feyt)                     | D01d1D1 | 016,0          |       |            | 0800           |              |
| (Ruisseau de Cornes)       | D01g1   | 011,0          |       |            | 0800           |              |
| (Clidane)                  | D01g2   | 023,0          |       |            | 0950           |              |
| (Ruisseau de la Loubière)  | D01g2G1 | 011,0          |       |            | 1200           |              |
| (Ruisseau de la Barricade) | D01d2   | 012,0          |       |            | 0800           |              |
| Burande                    | G02     | 024,0          | 003   | 0085       | 1700           |              |
| (Gagne)                    | G02g1   | 014,0          |       |            | 1500           |              |
| (Burandou)                 | G02d1   | 011,0          |       |            | 1200           |              |
| Rigaud                     | G03     | 012,0          |       |            | 0850           |              |
| Dognon                     | D02     | 026,0          |       |            | 0780           |              |
| Tialle                     | G04     | 022,0          |       |            | 1000           |              |
| Lys                        | D03     | 017,0          |       |            | 0720           |              |
| Rhue                       | G05     | 056,0          | 006   | 0641       | 1300           |              |
| Diège                      | D04     | 054,0          | 005   | 0508       | 0800           |              |
| Ruisseau de l'Artaude      | D05     | 015,0          |       |            | 0700           |              |
| Sumène                     | G06     | 047,0          | 008   | 0401       | 1200           |              |
| Triouzoune                 | D06     | 050,0          | 002   | 0130       | 0900           |              |
| Labiou                     | G07     | 019,0          |       |            | 0720           |              |
| Pont-Aubert                | D07     | 017,0          |       |            | 0600           |              |
| Total                      |         |                |       |            |                |              |

## Sources
- SANDRE, « Fiche rivière la dordogne (P---0000) » (consulté le 7 juillet 2008)